# Cotinusa pulchra
Cotinusa pulchra là một loài nhện trong họ Salticidae.
Loài này thuộc chi Cotinusa. Cotinusa pulchra được Cândido Firmino de Mello-Leitão miêu tả năm 1917.